# Samostan Dobrla vas
Nekdanji samostan avguštinskih kanonikov Dobrla vas se nahaja v trški občini Dobrla vas na Koroškem. Po več prenosih lastništva je danes dotacijska last benediktinskega samostana sv. Pavla, v njej pa sta občinski urad in vrtec občine Dobrla vas.

## Zgodovina

### Začetki in srednji vek
Ker sta furlanski grof Kacelin in njegova žena ostala brez otrok, sta okoli leta 1100 podarila majhno Marijino cerkev in svoje imetje samostanu, ki naj bi ga ustanovili v Dobrli vasi z namenom, da bi bila tam pokopana. Oglejski patriarh Ulrik I. je dal grofa pokopati v njegov začasni grob v Šentjuriju ob Dolgem jezeru, nato je leta 1106 dal truplo prekopali v Dobrlo vas, in tam zgraditi večjo cerkev. Cerkev je posvetil škof Rivin iz Concordije. Poleg tega je patriarh Ulrik I. obdaril cerkev in kapitelj s posestmi na tem območju. Približno sredi 12. stoletja so cerkev pod oglejskim patriarhom Pilgrimom I. razširili v samostan avguštinskih kanonikov.
V naslednjih stoletjih je prišlo do sporov glede advokatske pravice med štajerskimi mejnimi grofi in njihovimi pravnimi nasledniki Babenberžani. Konec je prinesel končen prenos odvetništva na koroške deželne vojvode.
Dograditev in razširitev samostanskega kompleksa z obrambnimi nameni je potekala med letoma 1446 in 1476 pod proštom Lovrencom. Kljub temu je samostan utrpel hudo škodo zaradi turških vpadov leta 1473 in madžarske vojne leta 1477 pod kraljem Matijo Korvinom. Leta 1483 je stavbo uničil požar. Obnova je potekala pod proštom Lenartom Hodiškim (Keutschachom). Nadaljnja faza gradnje je izpričana pod proštom Valentinom Fabrijem v začetku 16. stoletja.

### Reformacija in rekatolizacija
Kapitelj je obstajal do leta 1604 in je bil med rekatolizacijo razpuščen, da bi naredil prostor za jezuitsko rezidenco. Že ob koncu 16. stoletja je samostan zaradi slabega gospodarjenja zelo propadal, zato so razmišljali o ukinitvi samostana. Ukinitev s strani papeža Klemena VIII. 5. aprila 1604 in uvrstitev Dobrle vasi pod celovški jezuitski kolegij je bila naklonjena nadvojvodi Ferdinandu. Zadnji prošt je bil Sebastijan Kobel.

### Samostan v 18. stoletju
Od začetka do sredine 18. stoletja je bil izveden zadnji večji gradbeni poseg za časa cesarjev Ferdinanda II. in Ferdinanda III., kar razberemo iz napisa na samostanskih vratih. Današnjo podobo je samostan dobil leta 1751.
Po ukinitvi jezuitskega reda leta 1773 je Dobrla vas pripadla študijskemu skladu. Leta 1809 je cesar Franc I. samostan podaril benediktincem iz sv. Blaža v Schwarzwaldu. Tri leta kasneje se je dotacija prenesla na benediktinski samostan Šentpavel v Labotski dolini. Od leta 1989 je bil samostan v najemu občine Dobrla vas za 50 let in se zdaj uporablja za šolske in upravne namene. Po več kot sedem milijonov evrov težki obnovi leta 1992 je v samostanu od leta 1995 nastanjena uprava trške občine Dobrla vas.

## Arhitektura

### Celoten sistem
Opatija Dobrla vas je velik stavbni kompleks, nepravilno združen na položnem griču, katerega glavna pročelja so obrnjena proti zahodu in jugu. Vzhodna stran je sestavljena pretežno iz kmetijskih objektov, severna stran meji na gozdno območje in zato ni zelo reprezentativna.

### Zgradba vhodnih vrat in dostop
Stavba vhodnih vrat se nahaja na jugozahodnem vogalu stavbnega kompleksa in je obrnjena proti jugu. Stavba je dvonadstropna s štirikapno streho in je tako kot stavba na vzhodu del srednjeveške utrdbe. Vratnica je bila gradbeno nekoliko spremenjena v 17. stoletju. Portal ima trakasto obrobo in razgiban zatrep, zgoraj je napis z letnico 1634, nad katerim je medaljon s Kristusovim monogramom. Pristop na obeh straneh spremljajo nazobčane stene. Zunanja vrata v zunanjem zidu so bila nameščena, vendar ne obstajajo več. Dovoz, obzidan z obzidjem, je bil prvotno povezava med dvemi vrati.

### Atrij
V preddverju samostana, obrobljenem z obzidjem na zahodu in vzhodu, stoji prostostoječ cerkveni stolp. Na severni strani sta nekdanja kolegijska cerkev in južni trakt baročnega kolegijskega kompleksa, ki se razteza proti zahodu.

### Baročna samostanska stavba
Kompleks sestavljajo štiri krila, ki se nahajajo okoli velikega, približno kvadratnega dvorišča. Stavba je bila zgrajena okoli leta 1634, delno po tlorisu starejšega kompleksa skoraj v sedanji podobi. Predvsem severni in zahodni trakt temeljita na prejšnji stavbi. Peter Franz Carlone je imenovan kot graditelj. Dvignjena lega na terenu, ki se dviga proti vzhodu, daje trietažni zahodni fasadi monumentalen učinek. Izbočeni okrogli stolp na severozahodnem vogalu spominja na utrjeno rezidenco, vendar sodi med srednjeveške utrdbe, druge funkcije stolpa niso pojasnjene in dokumentirane. Z degradacijo povezave med južnim in zahodnim traktom se na jugozahodnem koncu kompleksa oblikuje več vogalov. Na opatijskem dvorišču so trinadstropne stebraste arkade, ki so prepojno obokane. Križni hodnik, ki je bil prej severno od cerkve, je med gradnjo v 17. stoletju izginil. Od leta 1992 do 1995 so bile arkade delno zastekljene; prenovljena zunanja fasada in zgodnjebaročno rekonstruirana  daje arhitekturno polikromijo. Trije stropi s štukaturo so bili izpostavljeni in prebarvani v prvotno barvo.

## Župnijska in nekdanja kolegijska cerkev
Od leta 1378 so romansko kolegialno cerkev Marijinega vnebovzetja v dveh fazah nadomestili z gotsko stavbo in zgradili kor in kripto. Petpolna poznogotska ladja je bila dodana leta 1506, obsežna zunanja obnova pa je bila izvedena leta 1995. Ostanke romanske stavbe, kot je Ungnadova grobna kapela z romanskim oknom, najdemo predvsem na južni strani enoladijske cerkvene stavbe. Poznogotski, profilirani, obokani zahodni portal iz leta 1522 je glavni vhod v cerkev. V niši nad portalom stoji zgodnjebaročna Madona z otrokom. Tisto, kar določa vtis prostora, je dvanajststopnično stopnišče, ki se v četrtem traku dviga v peto in ga kot nekakšen predkor povezuje s prezbiterijem. Pod tem petim ladijskim jarmom in korom se razprostira triladijska kripta, zgrajena okoli leta 1378. Gradnja kript za postavitev relikvij se je praviloma končala z romaniko, zato so bile zgrajene ob koncu 14. stoletja. Kompleks, ki je bil zgrajen v 19. stoletju, predstavlja slogovno zaostajajočo prvino. Zankasti rebrasti obok iz leta 1506 pa je bil eden prvih na Koroškem in je služil kot vzor nadaljnjemu razvoju.
- Zahodni portal
- Zankasti rebrasti obok ladje

### Stavbna oprema
V svetišču rokokojskega velikega oltarja je poznogotska Madona z otrokom. Kot pomožni  stojita levo figuri apostola Petra in sv. Barbare, desno sv. Katarine in apostola Pavla. V zgornjem nadstropju oltarja Aedicula lebdi Bog Oče v srebrnih oblakih, obkrožen z angelskimi glavami, vključno z golobom Svetega Duha. Gotska freska na severni korni steni prikazuje Marijino kronanje in na levi sv. Katarine in na desni sv. Barbara.Figure evangelistov sedijo na košari preproste baročne prižnice, ki razen figur nima okvirja. Drugi stranski oltar na severni strani ladje je posvečen sv. Florijanu. Njegova poznogotska figura iz delavnice Šentvida iz okoli 1520/25 zapolnjuje osrednjo nišo oltarne konstrukcije. V levi niši je lik sv. Boštjana, desno sv. Roka. Tako kot oltar so tudi te nastale okoli 1650/70.
- Marijino kronanje, gotska freska
- Prižnica
- Florijanov oltar